# Naverlönnsguldmal
Naverlönnsguldmal (Phyllonorycter acerifoliellus) är en fjärilsart som först beskrevs av Philipp Christoph Zeller 1839.  Naverlönnsguldmal ingår i släktet guldmalar, och familjen styltmalar. Arten är reproducerande i Sverige.